# Itajá (Río Grande del Norte)
Itajá es un municipio situado en el estado brasileño de Río Grande del Norte (Brasil). Según el censo de 2022, tiene una población de 7292 habitantes.